# Usługi przenoszenia

Klasyfikacja usług telekomunikacyjnych

Usługi przenoszenia (ang. bearer services) – podstawowe usługi oferowane przez sieć telekomunikacyjną, zapewniające transport informacji pomiędzy punktami dostępowymi sieci. Każdy standard sieci ma zdefiniowane własny zbiór tego typu usług. 